# ARM Cortex-A5
ARM Cortex-A5는 2009년에 발표된 ARM 홀딩스가 라이선스하는 32비트 프로세서 코어로 ARMv7-A 아키텍처를 구현한다.

## 개요
Cortex-A5는 저가 장치에 사용되는 ARM9 및 ARM11 코어를 대체하기 위한 것이다. Cortex-A5는 VFPv4 및 NEON 고급 SIMD와 같은 인터넷 애플리케이션에 중점을 둔 ARMv7 아키텍처의 기능을 제공한다.
Cortex-A5 코어의 주요 기능은 다음과 같다:
- 단일 명령, 순차적 마이크로아키텍처(8단계 파이프라인 포함)[1]
- NEON SIMD 명령어 집합 확장 (선택 사항)
- VFPv4 부동소수점 장치 (선택 사항)
- Thumb-2 명령어 집합 인코딩
- Jazelle RCT
- 1.57 DMIPS / MHz

## 칩
다음과 같은 여러 시스템 온 칩 (SoC)이 Cortex-A5 코어를 구현했다:
- Actions Semiconductor ATM7029 (gs702a)는 쿼드 코어 Cortex-A5 구성이다.
- AMD APU에는 보안 공동 프로세서로 Cortex-A5가 포함된다.[3]
- 암로직 S805, M805 및 A111
- 아날로그 디바이스 ADSP-SC57x, ADSP-SC58x 시리즈 ARM Cortex-A5 + SHARC+ 멀티코어 DSP
- 아트멜 SAMA5Dxx
- 프리스케일 Vybrid Series
- NTC 모듈 1879VM8Ya (펜타 코어 Cortex-A5, 최대 800 MHz)
- 퀄컴 스냅드래곤 S1 MSM7x25A / MSM7x27A (최대 1.0GHz + 아드레노 200)
- 퀄컴 스냅드래곤 S4 플레이
- 삼성 삼성 엑시노스 7420 (오디오 DSP로서의 Cortex-A5)[4]
- Spreadtrum SC8810 (단일 코어 A5 1 GHz + Mali400 GPU)
- AMD의 모든 젠 마이크로아키텍처 이후의 AMD CPU는 플랫폼 보안 프로세서로 Cortex-A5를 포함한다.[5]

## 같이 보기
- ARM 아키텍처
- ARMv7-A 마이크로아키텍처 비교
- JTAG
- ARM 마이크로아키텍처 응용 프로그램 목록
- ARM 마이크로아키텍처 목록